# Amabie

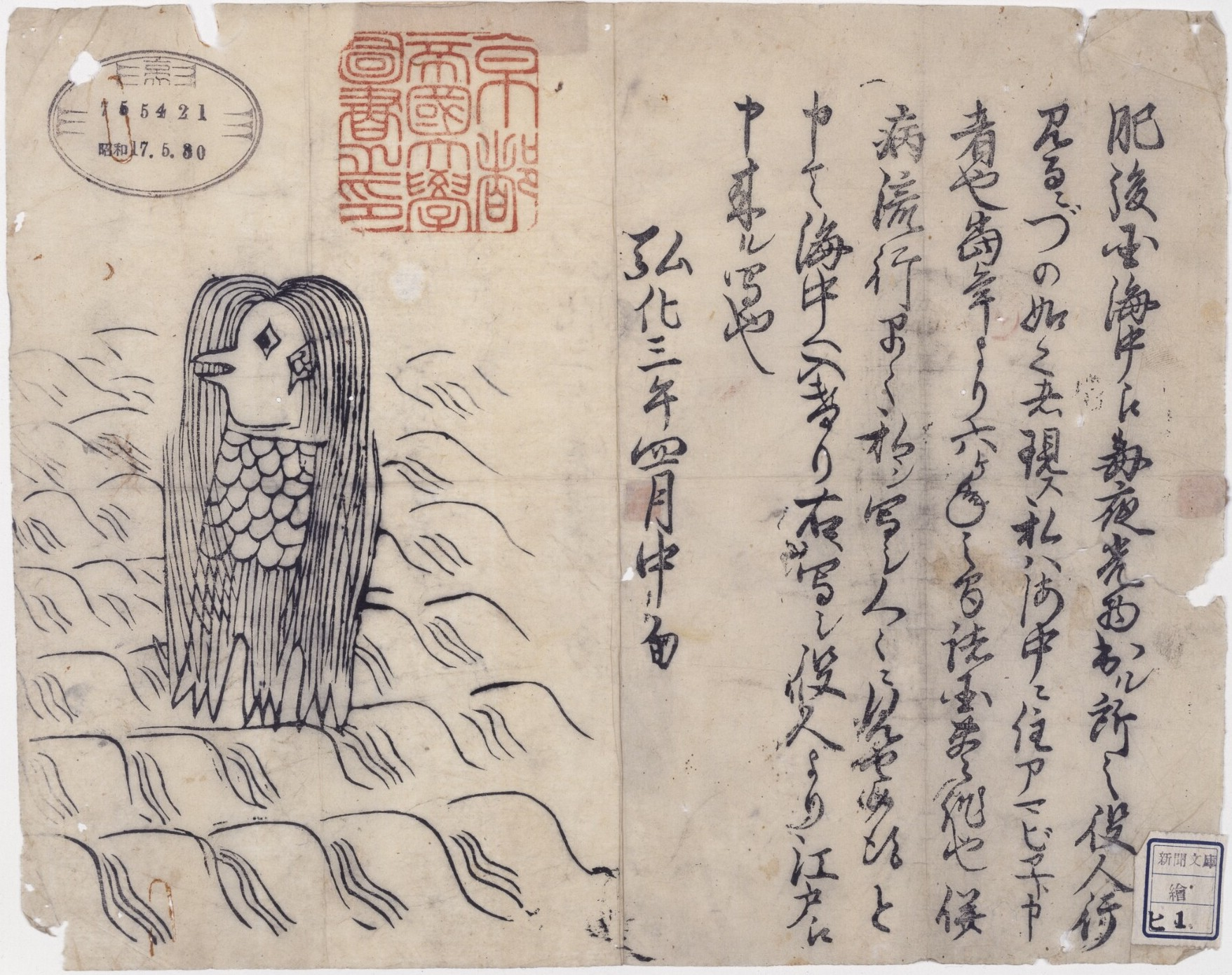
Holzschnitt einer Amabie, späte Edo-Periode

Die Amabie (jap. アマビエ) ist ein japanisches Fabelwesen (Yōkai), das meist als Meerjungfrau oder Meermann mit drei Beinen beschrieben wird, angeblich aus dem Meer hervorsteigt und entweder eine gute Ernte oder eine Epidemie vorhersagt.

## Legende
Der Legende nach erschien um die Mitte des vierten Monats im Jahr Kōka-3 der Edo-Periode eine Amabie in der Provinz Higo (Präfektur Kumamoto). Während der Nacht wurde fast täglich ein glühendes Objekt im Meer gesichtet. Ein Stadtbeamter ging zur Küste, um es zu beobachten und zu untersuchen. Einer Skizze zufolge hatte es lange Haare, einen Vogelschnabel, war mit Schuppen vom Hals abwärts bedeckt und dreibeinig. Das Wesen stellte sich dem Beamten als Amabie vor und erzählte ihm, dass es auf offener See lebe. Es übermittelte folgende Prophezeiung: „Ab diesem Jahr wird es für sechs Jahre eine gute Ernte geben; wenn sich eine Krankheit ausbreitet, zeichne ein Bild von mir und zeige es jenen, die erkranken, und sie werden geheilt werden.“ Danach kehrte es ins Meer zurück. Die Geschichte wurde als Kawaraban (Holzschnitt-Bekanntmachung) gedruckt, unter anderem mit ihrem Bild, und diese Geschichte dadurch in Japan verbreitet.

## Andere Formen
Da es nur eine einzige Aufzeichnung zur Amabie gibt, wird gemutmaßt, dass es sich möglicherweise lediglich um eine fehlerhafte Kopie eines anderen Yōkai, der „Amabiko“, handelt. Wie die Amabie ist die Amabiko eine vielbeinige, prophezeiende Kreatur, die das Zeigen der eigenen Abbildung als Heilmittel und Verteidigung gegen Krankheit und Tod empfiehlt.

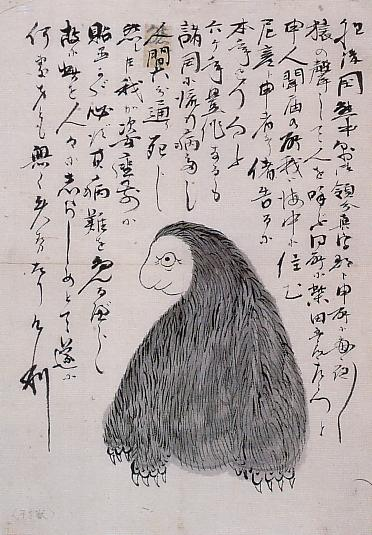
In der Provinz Higo gesichtete Amabiko (尼彦), Zeichnung im Eigentum von Kōichi Yumoto

Es gibt mindestens neun noch erhaltene Berichte über Amabiko oder Amahiko (in verschiedenen Schreibweisen, etwa 尼彦, 海彦 oder 天彦), darunter vier beschriebene Erscheinungen in der Provinz Higo und einen Bericht über einen „Amabiko-Mönch“ (尼彦入道 Amabiko Nyūdo) in der benachbarten Provinz Hyūga (Präfektur Miyazaki). Neben dem gebündelten Vorkommen im Süden gibt es auch zwei Vorkommen in der Provinz Echigo im Norden. Die verschiedenen beschriebenen Wesen unterscheiden sich allerdings optisch:
- Version ohne Torso: Ein illustriertes Manuskript über eine Begegnung in Echigo 1844 zeigt eine eher Kopffüßer-artige Amabiko, bestehend aus einem Kopf mit drei langen, herauswachsenden Anhängseln und fast ohne Oberkörper. Sie hat „kurze Haare, die überall auf dem Körper wachsen, inklusive dem Gesicht, mit menschenähnlichen Ohren, runden Augen und leicht hervorstehendem Mund“. Die Kreatur erkläre, dass 70 % der japanischen Bevölkerung in diesem Jahr zum Tod verdammt seien, was aber durch das Zeigen ihrer Darstellung abgewendet werden könnte.[1]
- Affenartige Version: Aus der Provinz Higo gibt es eine Zeichnung einer affenartigen Amabiko,[1] die durch Shibata Hikozaemon entdeckt worden sei. Er habe bei Nacht Affenlaute gehört und sei diesen gefolgt.[1] Laut Yōkai-Forscher Kōichi Yumoto stellt diese Zeichnung zwar einen Vierbeiner dar, es gab jedoch auch Darstellungen affenartiger Amabiko, die massenweise gedruckt wurden und einen ähnlichen Beitext enthielten, in denen aber nur drei Beine sichtbar waren, wie die Zeitung Yūbin Hōchi Shinbun in einem Artikel vom 10. Juni 1876 berichtet. Beide Texte berichten von Sichtungen der affenartigen Kreatur in Mana-kōri (眞字郡), einem inexistenten Bezirk in der Provinz Higo.
- Der Amabiko-no-mikoto (天日子尊, „Amabiko-Prinz“) wurde in einem Reisfeld in Yuzawa, Niigata, gesichtet. Die Zeitung Tokyo Nichinichi shinbun berichtete am 8. August 1875 darüber. Die grobe Illustration dazu zeigt eine Daruma-Puppen-artige, haarlos aussehende, vierbeinige Kreatur. Von den anderen Berichten unterscheidet dieser sich dadurch, dass das Wesen nicht im Meer, sondern in einem feuchten Reisfeld gesichtet wurde. Es erklärte, dass es den himmlischen Göttern (des Shintō) diene und den kaiserlichen/göttlichen Titel „mikoto“ verliehen bekommen habe.
- Arie: Nach der Zeitung Kōfu Nichinichi Shimbun vom 17. Juni 1876 erschien eine ähnliche Kreatur, genannt Arie (アリエ), im Bezirk „Aotori-kōri“, Provinz Higo. Allerdings wurde dieser Bericht durch eine andere Zeitschrift widerlegt.[1]

## COVID-19

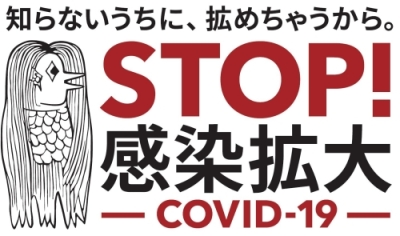
Poster „STOP! Kansen Kakudai – COVID-19“ des Ministeriums für Gesundheit, Arbeit und Wohlfahrt

Während der COVID-19-Pandemie wurde Amabie ein populäres Thema auf Twitter in Japan. Manga-Künstler (z. B. Chika Umino, Mari Okazaki und Toshinao Aoki) veröffentlichten Zeichentrick-Versionen der Amabie in sozialen Netzwerken.